# (117711) Degenfeld
(117711) Degenfeld est un astéroïde de la ceinture principale.

## Description
(117711) Degenfeld est un astéroïde de la ceinture principale. Il fut découvert le 1er avril 2005 à Piszkesteto par Krisztián Sárneczky. Il présente une orbite caractérisée par un demi-grand axe de 2,68 UA, une excentricité de 0,06 et une inclinaison de 5,7° par rapport à l'écliptique.

## Compléments